# Железопътна линия 6 (България)
Главна железопътна линия № 6 София – Захарна фабрика - Волуяк – Перник – Гюешево от Националната железопътна мрежа на България е неудвоена железопътна линия, с изключение на удвоените участъци София – Волуяк, Батановци – Радомир, електрифицирана, с изключение на неелектрифицирания участък Радомир - Гюешево, с междурелсие 1435 mm. Дължината ѝ е 136 km.
Първият участък от линията (Перник – Радомир) е построен като част от Главна жп линия 5 е открит през 1897 г., а последният – от гара Волуяк до гара Перник през „Разменна“ е въведен в редовна експлоатация през 1949 г.
От гара София до гара Волуяк маршрутът на линията съвпада с Главна жп линия 1 за Калотина. В гара София линията прави връзка с Главна жп линия 2 за Варна през Горна Оряховица, в гара Волуяк – с линия № 13 за Банкя, с линия № 14 за гарите Илиянци и Биримирци, в гарите Перник и Батановци – с Главна жп линия № 5 за София и Кулата.

## История

### Радомир – Кюстендил – граница
Още през 1873 г. Османската империя започва строителството на железопътната линия Белово – София – Кюстендил – Скопие. През 1874 г. обаче то е прекратено поради липса на средства. Тази отсечка е замислена като част от международната линия Виена – Цариград. Предвиждало се след построяването ѝ тя да се експлоатира от дружеството Източни железници, собственост на Барон Хирш.
Съгласно решенията, залегнали в подписания през 1878 г. Берлински договор, Османската империя, България и Сърбия се задължават да построят и открият за експлоатация съответните участъци от международната линия Виена – Цариград, намиращи се на територията им. В Договора не са определени пунктовете, през които железопътната линия трябва да мине. Българското правителство защитава маршрута през Кюстендил – Скопие, но Австро-Унгария и Сърбия изпреварващо сключват договор за свързване на железниците на двете страни и определят маршрут през Ниш – Пирот.
Българското правителство съзнава, че линията Кюстендил – Скопие, създаваща железопътна връзка с Македония и пристанище Солун, има важно политическо, икономическо и културно значение за нацията. Затова то защитава проекта на трасето Белово – София – Кюстендил – Скопие с неоспоримия аргумент, че строителството е вече започнато през 1873 г. Представителите на Турция на конференцията обаче не са съгласни с българския проект. Облекчени от тази позиция и от предварително сключения договор със Сърбия, австро-унгарските делегати подчертават, че още през 1873 г. Турция е възприела предлагания от Австро-Унгария маршрут, а именно Белград – Ниш – Пирот – София – Белово. Усилията на българското правителство трасето да мине през Кюстендил – Скопие се осуетяват.
След Освобождението едната от границите на княжество България е с Македония, останала в границите на Османската империя. Българското правителство приема Закон за строителството на железопътната линия Плевен – Роман – София – Кюстендил през 1883 г. и прави постъпки за продължаването ѝ през Македония и свързването със Солун в два варианта: чрез линията Солун – Митровица или по долината на река Струма. Въпреки изгодните условия Турция не се съгласява и възлага концесия за построяване на железопътна линия Солун – Дедеагач.
През 1897 г. България прави нови постъпки да се свържат турските железници при Егри Паланка (дн. Крива Паланка) с железопътната линия София – Кюстендил или с друга българска линия, която през Дупница да достига до турската граница при село Бараково на река Струма. Тези предложения са посрещнати по-благосклонно и турското правителство дава неофициално съгласие за продължаване на линията Радомир – Кюстендил до Куманово. Настъпилата икономическа криза преустановява строителството на линията Радомир – Кюстендил – турската граница.
По-късно (през 1904 г.) е сключена българо-турска спогодба и е постигнато съгласие за свързване на железниците на Княжество България с железопътните линии в Македония. Съставен е проект за съглашение, който предвижда българската държава да довърши железопътната линия София – Кюстендил – турската граница до 1910 г., а турската държава да построи съединителната линия от границата до Куманово до края на 1912 г. Проектът за свързването на железниците на България и Турция не получава одобрение от султана. Международната политическа обстановка се усложнява, а и не намира подкрепа от страна на Великите сили в Европа.
В началото на 1912 г. в София се събира смесена техническа комисия от български и турски представители и представители на Компанията на Източните железници за съгласуване на окончателен проект за свързване на железопътната отсечка Кюстендил – Гюешево с Куманово, но той не се осъществява поради започналата Балканска война. Четвъртвековните преговори по връзката на железопътната линия София – Кюстендил – Гюешево с железопътните линии в Македония завършват без успех и тя остава с местно значение.
Построяването на отсечката Перник – Радомир е възложено на предприемач през 1894 г. В проекта се предвижда създаване на междинна гара Батановци за евентуална връзка с Брезник. Отсечката Перник – Радомир с дължина 14,400 km е открита за експлоатация на 6 февруари 1897 г.
През май 1905 г. се провеждат два търга за възлагане строителството на железопътната линия Радомир – Кюстендил – турската граница.
Участниците в търга внасят в пари и цени книжа по 600 000 златни лв. След отваряне офертите на тримата конкуренти се оказва, че най-ниска цена е предложена от Иван Златин, поради което комисията го обявява за предприемач на линията. Договорът за построяване на железопътния участък Радомир – Кюстендил – турската граница се подписва в София на 24 октомври 1905 г. от министъра на Обществените сгради, пътищата и съобщенията и предприемача Иван П. Златин. Железопътният участък Радомир – Кюстендил – турска граница, западно от Гюешево с дължина около 89 km е предаден за експлоатация на два етапа: частта Радомир – Кюстендил с дължина 59 km – на 26 юли 1909 г., а частта Кюстендил – турската граница – на 16 юли 1910 г. Участъкът е построен с минимален радиус на кривите 275 m и максимален наклон 20 ‰.

### Волуяк – Разменна – Перник
Участъкът София – Волуяк – Перник е първата железопътна линия, построена след 9 септември 1944 г. с участието на младежки бригади. Това е втората железопътна връзка между София и Перник – по това време основен каменовъглен басейн в страната. Нейното строителство се налага поради изчерпване на пропускателната способност на участъка София – Владая – Перник. В сравнение между тях новата железопътна линия е с около 23 km по-дълга от съществуващата, но е за сметка на това е със значителни технически и икономически предимства – минимален радиус на кривите 500 m и максимален наклон 12‰ (за сравнение линията София – Владая – Перник е с минимален радиус на кривите 200 m и максимален наклон 25‰).
Изграждането на отсечката София – Волуяк – Перник започва през 1942 г. Най-дългият вододелен тунел (№ 3 – 1384 m) е възложен за строителство през 1943 г. на немската фирма „Юлиус Бергер Тифбау“ (Julius Berger Tiefbau-AG), която работи бавно, а през август 1944 г. въобще прекратява работата и строежът се поема изцяло от Дирекцията на железопътни строежи. През следващите 1944 – 1945 г. работата по построяването на линията продължава също бавно, поради извършването на други железопътни строежи и обстановката в държавата.
При изготвянето на първия двегодишен народностопански план за 1947 – 1948 г. като един от най-важните обекти в него е завършването на железопътната линия, предвидено да стане през 1949 г. В тон с тогавашното време младежката бригада на която е възложено изграждането обещава да завърши основните строителни работи до края на 1947 г. и да предаде линията в редовна експлоатация една година преди определения срок. В разгара на строителството в бригадата работят около 15 000 бригадири, а общо в построяването на линията вземат участие 25 000 младежи, между които младежи от Югославия, Полша, Унгария, Франция и Швейцария.
Земното платно от гара Волуяк до гара Разменна е направено за двойна железопътна линия, а от гара Разменна до гара Перник – за единична. Тунелите (№ 1 – 298 m и № 2 – 330 m) също са започнати за двойна линия, но само сводовете им са изпълнени за 2 коловоза, които опират върху скалите вместо на нормални тунелни пиедрити. Поради появили се деформации (свлачища) в земното платно към 1 януари 1948 г. остават 11 km неположен релсов път. Последните налагат големи по обем укрепителни мероприятия и за това участъкът Волуяк – Перник влиза в редовна експлоатация в края на 1949 г. Проблемите с неудачното планиране на железопътната линия донасят щети, оценявани на 2 милиарда лева (около 15 милиона евро от 2015 година), се дължат на некомпетентното ръководство на строежа след политическите чистки от предходните години, но Държавна сигурност ги представя като част от мащабна „вредителска дейност“, организирана от чужди разузнавания.
Участъкът София – Волуяк – Перник е с дължина 57,3 km и е съоръжена с релси тип „Унгарски – 48,3 kg/m“ с дължина 13,5 m и 24 m. От 1968 до 1977 г. са подменени с релси тип „P 49“ с дължина 25 m.

## Технически съоръжения по железопътната линия

### Гари и разделни постове
| име на гарата   | приемно-отправни коловози (ПОК) | приемно-отправни коловози (ПОК) | приемно-отправни коловози (ПОК) | осигурителна инсталация |
| име на гарата   | брой ПОК                        | максимална полезна дължина      | минимална полезна дължина       | осигурителна инсталация |
| --------------- | ------------------------------- | ------------------------------- | ------------------------------- | ----------------------- |
| Волуяк          | 7                               | 702                             | 473                             | МРЦ                     |
| Храбърско       | 2                               | 720                             | 694                             | МРЦ                     |
| Разменна        | 4                               | 616                             | 568                             | МРЦ                     |
| Перник разпред. | 4                               | 1080                            | 610                             | ЕМЦ                     |
| Перник          | 5                               | 591                             | 443                             | МРЦ                     |
| Кракра          | 2                               | 602                             | 562                             | РУКЗ                    |
| Батановци       | 3                               | 600                             | 510                             | РУКЗ                    |
| Радомир         | 4                               | 751                             | 516                             | ЕЦ-2М                   |
| РП Ал. Димитров | 1                               | 580                             | –                               | ЕМЦ                     |
| Земен           | 4                               | 597                             | 534                             | ЕМЦ                     |
| Раждавица       | 2                               | 660                             | 655                             | ЕМЦ                     |
| РП Копиловци    | 1                               | 624                             | –                               | ЕМЦ                     |
| Кюстендил       | 3                               | 410                             | 340                             | РУКЗ                    |
| Гюешево         | 3                               | 495                             | 460                             | без ОИ                  |

### Мостове
| междугарие                | намира се на път № | намира се на km | обща дължина, m | изграден от  | препятствие                   |
| ------------------------- | ------------------ | --------------- | --------------- | ------------ | ----------------------------- |
| Волуяк – Храбърско        |                    | 9+009           | 20,00           | стоманобетон | река                          |
| Волуяк – Храбърско        |                    | 11+021          | 20,00           | стоманобетон | река                          |
| Волуяк – Храбърско        |                    | 16+230          | 39,50           | стоманобетон | река                          |
| Волуяк – Храбърско        |                    | 20+890          | 72,30           | стоманобетон | път Е-80                      |
| г. Храбърско              |                    | 27+540          | 12,00           | стоманобетон | път                           |
| Храбърско – Разменна      |                    | 33+857          | 8,00            | стоманобетон | река                          |
| Храбърско – Разменна      |                    | 34+127          | 8,00            | стоманобетон | река                          |
| Храбърско – Разменна      |                    | 37+920          | 31,40           | стоманобетон | път                           |
| Разменна – Перник         |                    | 43+648          | 8,00            | стоманобетон | дере                          |
| Разменна – Перник         |                    | 50+520          | 35,20           | стоманобетон | път                           |
| Разменна – Перник         | 3 кол.             | 53+006          | 42,00           | стоманобетон | път                           |
| Разменна – Перник         |                    | 53+406          | 39,40           | стоманобетон | река                          |
| Разменна – Перник         |                    | 53+560          | 42,00           | стоманобетон | река                          |
| Перник – Кракра           |                    | 33+215          | 43,30           | стоманобетон | улица                         |
| Перник – Кракра           |                    | 33+628          | 43,00           | стомана      | р. Струма                     |
| Кракра – Батановци        |                    | 39+140          | 38,00           | стомана      | р. Струма                     |
| Батановци – Радомир       | път 1              | 41+836          | 45,20           | стоманобетон | р. Струма                     |
| Батановци – Радомир       | път 2              | 41+836          | 43,00           | стомана      | р. Струма                     |
| Батановци – Радомир       | път 1              | 42+456          | 16,70           | стоманобетон | дере                          |
| Батановци – Радомир       | път 2              | 42+456          | 17,00           | стомана      | дере                          |
| Батановци – Радомир       | път 1              | 45+850          | 42,50           | стоманобетон | р. Струма                     |
| Батановци – Радомир       | път 2              | 45+850          | 40,00           | стомана      | р. Струма                     |
| Радомир – РП Ал. Димитров | 5 кол.             | 0+830           | 15,50           | стоманобетон | дере                          |
| Радомир – РП Ал. Димитров |                    | 7+825           | 29,00           | стомана      | река                          |
| РП Ал. Димитров – Земен   |                    | 17+657          | 39,00           | стомана      | река                          |
| РП Ал. Димитров – Земен   |                    | 24+763          | 24,80           | стомана      | река                          |
| Земен – Раждавица         |                    | 29+273          | 55,00           | стомана      | р. Струма                     |
| Земен – Раждавица         |                    | 31+650          | 63,30           | стомана      | р. Струма                     |
| Земен – Раждавица         |                    | 31+961          | 62,00           | стомана      | р. Струма                     |
| Земен – Раждавица         |                    | 33+899          | 69,50           | стомана      | р. Струма                     |
| Земен – Раждавица         |                    | 35+380          | 60,50           | стомана      | р. Струма                     |
| Земен – Раждавица         |                    | 36+883          | 50,50           | стомана      | р. Струма                     |
| Земен – Раждавица         |                    | 39+346          | 59,50           | стомана      | р. Струма                     |
| Раждавица – РП Копиловци  |                    | 42+427          | 59,60           | стомана      | р. Драговищица                |
| РП Копиловци – Кюстендил  |                    | 49+628          | 48,80           | стомана      | река                          |
| Кюстендил – Гюешево       | 2 кол.             | 54+903          | 22,60           | стоманобетон | път                           |
| Кюстендил – Гюешево       |                    | 56+590          | 49,50           | стоманобетон | околовръстен път на Кюстендил |
| Кюстендил – Гюешево       |                    | 60+961          | 10,00           | кам. зидария | река                          |
| Кюстендил – Гюешево       |                    | 66+448          | 36,00           | стомана      | река                          |
| Кюстендил – Гюешево       |                    | 77+868          | 27,80           | стомана      | река                          |
| Кюстендил – Гюешево       |                    | 82+732          | 18,80           | кам. зидария | река                          |
|                           |                    |                 |                 |              |                               |
| Разменна – Батановци      | 61 линия           | 45+770          | 32,10           | стоманобетон | път                           |
| Разменна – Батановци      | 61 линия           | 48+615          | 18,30           | стоманобетон | път                           |
| Разменна – Батановци      | 61 линия           | 49+990          | 26,00           | стоманобетон | път                           |
| Разменна – Батановци      | 61 линия           | 51+350          | 25,10           | стоманобетон | път                           |
| Разменна – Батановци      | 61 линия           | 51+910          | 9,20            | стоманобетон | път                           |
| Разменна – Батановци      | 61 линия           | 52+240          | 73,00           | стоманобетон | р. Конска                     |
| Разменна – Батановци      | 61 линия           | 55+180          | 35,30           | стоманобетон | път                           |
| Разменна – Батановци      | 61 линия           | 55+700          | 90,30           | стоманобетон | р. Струма                     |
| Разменна – Батановци      | 61 линия           | 56+550          | 27,80           | стоманобетон | път                           |

### Тунели
| №  | междугарие           | тунел № | от km  | до km  | дължина, m | построен  |
| -- | -------------------- | ------- | ------ | ------ | ---------- | --------- |
| 1  | Храбърско – Разменна | 1       | 27+940 | 28+142 | 202,00     | 1950      |
| 2  | Храбърско – Разменна | 2       | 35+840 | 36+174 | 334,00     | 1950      |
| 3  | Храбърско – Разменна | 3       | 38+305 | 39+697 | 1392,00    | 1950      |
| 4  | Земен – Раждавица    | 1       | 28+775 | 29+026 | 250,70     | 1910      |
| 5  | Земен – Раждавица    | 2       | 31+696 | 31+860 | 164,20     | 1910      |
| 6  | Земен – Раждавица    | 3       | 33+587 | 33+739 | 151,20     | 1910      |
| 7  | Земен – Раждавица    | 4       | 34+931 | 35+338 | 406,70     | 1910      |
| 8  | Земен – Раждавица    | 5       | 36+661 | 36+763 | 102,00     | 1910      |
| 9  | Земен – Раждавица    | 6       | 36+919 | 37+040 | 121,00     | 1910      |
| 10 | Земен – Раждавица    | 7       | 37+852 | 38+073 | 221,00     | 1910      |
| 11 | Земен – Раждавица    | 8       | 38+426 | 38+702 | 275,50     | 1910/1993 |
| 12 | Земен – Раждавица    | 9       | 39+390 | 39+625 | 235,00     | 1910/1993 |
| 13 | Кюстендил – Гюешево  | 10      | 66+217 | 66+294 | 77,00      | 1910      |
| 14 | Кюстендил – Гюешево  | 11      | 66+506 | 66+564 | 58,00      | 1910      |
| 15 | Кюстендил – Гюешево  | 12      | 66+982 | 67+227 | 245,00     | 1910      |
| 16 | Кюстендил – Гюешево  | 13      | 68+375 | 68+437 | 62,00      | 1910      |
| 17 | Кюстендил – Гюешево  | 14      | 69+023 | 69+124 | 101,00     | 1910      |
| 18 | Кюстендил – Гюешево  | 15      | 70+287 | 70+422 | 135,00     | 1910      |
| 19 | Кюстендил – Гюешево  | 16      | 70+923 | 71+073 | 150,00     | 1910      |
| 20 | Кюстендил – Гюешево  | 17      | 73+809 | 73+931 | 121,60     | 1910      |

### Максимално допустими скорости (към 29.05.2022 г.)
| от гара         | до гара         | път 1 | път 2 |
| --------------- | --------------- | ----- | ----- |
| Волуяк          | сп. Бригадир    | 60    | –     |
| сп. Бригадир    | Храбърско       | 60    | –     |
| Храбърско       | Перник          | 70    | –     |
| Перник          | Кракра          | 80    | –     |
| Кракра          | Батановци       | 90    | –     |
| Батановци       | Радомир         | 80    | 80    |
| Радомир         | РП Ал. Димитров | 70    | –     |
| РП Ал. Димитров | сп. Калища      | 70    | –     |
| сп. Калища      | Земен           | 50    | –     |
| Земен           | Кюстендил       | 40    | –     |
| Кюстендил       | Гюешево         | 40    | –     |

## 61 железопътна линия
Основното предназначение на тази железопътна линия е да заобиколи железопътен възел Перник. Проектирана е от ИПП „Транспроект“ по поръчка на специалния отдел на Министерство на транспорта. Строителството обаче върви много бавно (повече от 10 години) и е завършено към 15 декември 1986 г. Комисията, изпратена да огледа участъка открива много недовършени работи и отлага приемането му. На 19 март 1987 г. нова комисия обхожда участъка и предписва необходимите работи, които трябва да се извършат, и отново отлага въвеждането в експлоатация. В крайна сметка, независимо, че е с много добър план и профил, положените релси са тип 49 kg/m и е електрифицирана е въведена в експлоатация с максимална допустима скорост 40 km/h. По нея се движат само директни товарни влакове, които не се нуждаят от преработка в гара Перник разпределителна. Дължината ѝ е 16,608 km. Линията започва от гара Разменна и се свързва с Пета главна линия чрез закрития като отделен експлоатационен пункт РП „Спартак“ (част от гара Батановци). Единствената гара по линията е закритата през 90-те години гара Витановци.

## Продължаване на строителството по време на Втората световна война
Още по времето на Първата световна война трасето за продължаване на линията към Куманово е подробно проучено, но към строеж не се пристъпва. След влизането във Втората световна война на България е предоставено администрирането на Вардарска Македония и части от Сърбия, считано от 19 април. От 1 юни 1941 г. управлението и експлоатацията на железопътните линии на тази територия е предадено на БДЖ. Почти веднага се пристъпва към осъвременяване и усъвършенстване на изготвените от преди планове и започване на строителството. Строителството е по цялата дължина на линията. В най-тежкия участък Гюешево – Крива паланка (31,2 km) минималният радиус е 300 m, а от Крива паланка до Куманово (72,0 km) радиусът е 500 m. Максималният наклон е 15 ‰. По първоначалния проект по линията е трябвало да има 58 тунела с обща дължина около 16 700 m. В края на 1941 и началото на 1942 г. се извършват няколко съществени изменения на трасето от двете страни на гара Крива паланка. При това се изоставят 4 тунела, а два са обединени и така остават 53 с обща дължина 15 330 m. Най-дългият от тях е тунел № 1 – 2362 m, № 8 – 1113, № 24 – 902 m и № 33 – 712 m. От останалите тунели 32 са с дължина от 40 до 300 m. От първоначално предвидените 6 спирки остават 2. По цялата линия има 24 големи моста с отвор над 10 m и 285 други съоръжения с дължина под 10 m. Най-големият насип е с височина 22 m, а най-големият изкоп е с дълбочина 26 m. Към 31 декември 1943 г. от всичките 53 тунела по линията са пробити 29 и са в различна степен на завършеност, а в процес на пробиване са други 11 броя. От мостовете с отвор над 10 m са изцяло завършени 3 и се строят други 3. От съоръженията с отвор над 10 m са изцяло завършени 90 броя и са в строителство други 25. Изцяло или частично са завършени земно-изкопните работи, подпорните стени и др. Извършените обеми строителство за 1944 г. не са известни. През септември същата година строителството е спряно. Едва в периода 1954 – 1956 г. по построеното трасе от Куманово в посока Крива паланка до гара Довезенци (около 30 km) е положен железен път и линията се ползва, но е с местно значение.

## В днешно време
Участъкът е част от Паневропейски транспортен коридор 8. С подписан на 1 август 2017 г. Меморандум между министрите на транспорта на България и Македония са поети ангажименти по неговото изграждане. В частта за железопътен транспорт те са следните:
- до 2027 г. България да модернизира железопътната линия София – Перник – Радомир – македонска граница;
- до края на 2025 г. Македония да изгради участъка Крива паланка – Деве баир – българска граница.

На 17 януари 2025 г. е открит за редовна експлоатация участъкът Куманово - Беляковце с дължина 30,8 km.